# STS–133
Az STS–133 jelű küldetés az amerikai űrrepülőgép-program 133., a 
Discovery űrrepülőgép 39., utolsó repülése. A 35. űrsikló küldetés a Nemzetközi Űrállomáshoz.

## Küldetés
A Discovery dokkolásával először fordult elő, hogy négy különböző űrügynökség járműve egyszerre legyen csatlakoztatva az ISS-hez. Az amerikai űrrepülőgépen kívül két orosz Szojuz űrhajó, valamint egy-egy orosz, japán és ESA európai, ember nélküli teherűrhajó volt az űrállomáson. A NASA ezért egy rövid, egyórás fényképező túrát javasolt az egyik Szojuz űrhajóval az űrállomás körül, de ezt az orosz repülésirányítók visszautasították.

## Jellemzői
A beépített kanadai Canadarm (RMS) manipulátor kart 50 méter kinyúlást biztosított (műholdak indítás/elfogása, külső munkák [kutatás, szerelések], hővédőpajzs külső ellenőrzése) a műszaki szolgálat teljesítéséhez. Az Orbiter Boom Sensor System (OBSS) rendszerrel újabb 15 méterrel meghosszabbították a manipulátor kinyúlási távolságát. Kötelező jelleggel, biztonsági követelmény alapján megvizsgálták az űrrepülőgép külső felületét.

## Személyzet
(zárójelben a repülések száma az STS–133 küldetéssel együtt)
- Steven Wayne Lindsey  (5) - parancsnok
- Eric Allen Boe  (2) - pilóta
- Benjamin Alvin Drew  (2) - küldetésfelelős
- Michael Reed Barratt  (2) - küldetésfelelős
- Stephen Gerard Bowen  (2) - küldetésfelelős
- Nicole Stott  (2) - küldetésfelelős

Timothy Lennart Kopra kerékpárbalesetet szenvedett, ezért Stephen Gerard Bowen repülhetett szolgálatra.

## Első nap
Eredeti tervek szerint 2010. november 1-jén indult volna. Több technikai hiba miatt egyre tolódott az indítás időpontja. Végül február 24-én a szilárd hajtóanyagú gyorsítórakéták, Solid Rocket Booster(SRB) segítségével Floridából, a Cape Canaveral (KSC) Kennedy Űrközpontból, a LC39–A (LC–Launch Complex) jelű indítóállványról emelkedett a magasba. Az orbitális pályája 88,89 perces, 51,6 fokos hajlásszögű, elliptikus pálya perigeuma 208 kilométer, az apogeuma 232 kilométer volt. Felszálló tömeg indításkor 121 840 kilogramm, leszálló tömeg 92 867 kilogramm. Szállított hasznos teher 8080 kilogramm.

## Hasznos teher
1. A Leonardo Pressurized Multipurpose Module (PMM) utolsó repülése. Logisztikai árút (víz, élelmiszer, ruházat, személyes tárgyak, orvosi- eszközök, berendezések, kutatási- kísérleti anyagok és eszközök) szállított. Dokkolását követően az űrállomás raktártereként hasznosítják. Az űrállomás  Unity kikötőmoduljához csatlakoztatva, a hasznos légtér 2472 köbméterrel bővült.
2. Az ExPRESS Logistics Carrier (ELC4) platform négy egységét szállíták.
3. Tesztelési céllal, a legújabb generációs, az első humanoid robot Robonaut2 emberszabású robot szállítása. Alkalmazhatóságát tesztelték. Feladata kockázatos körülmények között az űrállomáson kívüli munkák elvégzése, illetve laboratóriumi kísérletek végzése.
4. A Dragon teherűrhajó egyes egységeinek tesztelését végezték a 2010 decemberében történő indítása előtt. A Dragon teherűrhajó megközelíti az ISS-t, majd a manipulátor kar (SSRMS) segítségével végzik dokkolását. Visszafelé földi parancsra belépett a légkörbe és hagyományos – ejtőernyős leereszkedés – módon visszatért a Földre.
5. Visszafelé bepakoltak 14 darab PMM állványt, 6 utánpótlás tárolási platformot (RSP), 5 utánpótlás tárolási állványt ( RSRs ), és két beépített tárolási platformot (ISP), csomagoló anyagokat, kutatási eredményeket, a szemetet.

## Űrséták
Első űrséta (kutatás, szerelés) alatt befejezték az STS–132 küldetésen ideiglenesen üzembe helyezett ammónia tartály rögzítését, tényleges üzembe helyezését. Az alkalmazott lézeres irányítású kamera nagy segítséget nyújtott a munkálatok során. A rácsos platformok mozgatását a vasúti kocsi – mozgó Canadarm2 – manipulátor kar segítségével biztosították. Telepítették és üzembe helyezték a „Leonardo” (PMM) modult.
A második alkalommal több kamerát is telepítettek, hogy az űrállomás külső felületét ellenőrizhessék, illetve szereléseknél láthatóvá tegyék a műveleti helyeket. Elvégezték a szükséges karbantartó munkákat. Visszanyerték a kihelyezett platformokat és állványokat, a tudományos anyagokat.
(zárójelben a dátum és az időtartam)
- EVA 1: Stephen Bowen és Alvin Drew (2011. február 28., 6 óra 34 perc)
- EVA 2: Stephen Bowen és Alvin Drew (2011. március 2., 6 óra 14 perc)

## Tizenkettedik nap
A dokkolás megszűnésével az űrrepülőgép lassú sodródása következett, 450 méter távolságban indították a főmotorokat.
2011. március 9-én a Kennedy Űrközpontban (AFB), kiinduló bázisán szállt le. Összesen 12 napot, 19 órát, 4 percet és 50 másodpercet töltött a világűrben. 8 536 190 kilométert (5 536 190 mérföldet) repült, 203 alkalommal kerülte meg a Földet.